# يانغ تشاو
يانغ تشاو (بالصينية: 楊超) هو متزلج فني صيني، ولد في 26 يوليو 1989 في هاربن في الصين.

## وصلات خارجية
- يانغ تشاو على موقع الاتحاد الدولي للتزلج (الإنجليزية)